# Dinamarca en los Juegos Olímpicos de Montreal 1976
Dinamarca estuvo representada en los Juegos Olímpicos de Montreal 1976 por un total de 66 deportistas que compitieron en 15 deportes.  
La portadora de la bandera en la ceremonia de apertura fue la remera Judith Andersen.

## Medallistas
El equipo olímpico danés obtuvo las siguientes medallas:
| Nombre                                             | Deporte           | Competición         |
| -------------------------------------------------- | ----------------- | ------------------- |
| Oro                                                |                   |                     |
| Valdemar Bandolowski Erik Hansen Poul Høj Jensen   | Vela              | Soling M            |
| Plata                                              |                   |                     |
| —                                                  |                   |                     |
| Bronce                                             |                   |                     |
| Niels Fredborg                                     | Ciclismo en pista | 1000 contrarreloj M |
| Verner Blaudzun Gert Frank Jørgen Hansen Jørn Lund | Ciclismo en ruta  | Ruta por eqs. M     |